# 大阪社会労働運動史
『大阪社会労働運動史』（おおさかしゃかいろうどううんどうし）は、大阪府の明治期から現代に至る産業、労働・社会運動の歴史について記述した全10巻の書籍。発行元は公益財団法人大阪社会運動協会。1986年（昭和61年）の第1巻から1999年（平成11年）発行の第8巻までは大阪社会労働運動史編集委員会によって編集され、一旦完結した。その後の状況については、大阪社会運動協会による編集発行で第9巻が2009年（平成21年）に、最終の第10巻は2024年（令和6年）に発行された。

## 公益財団法人大阪社会運動協会

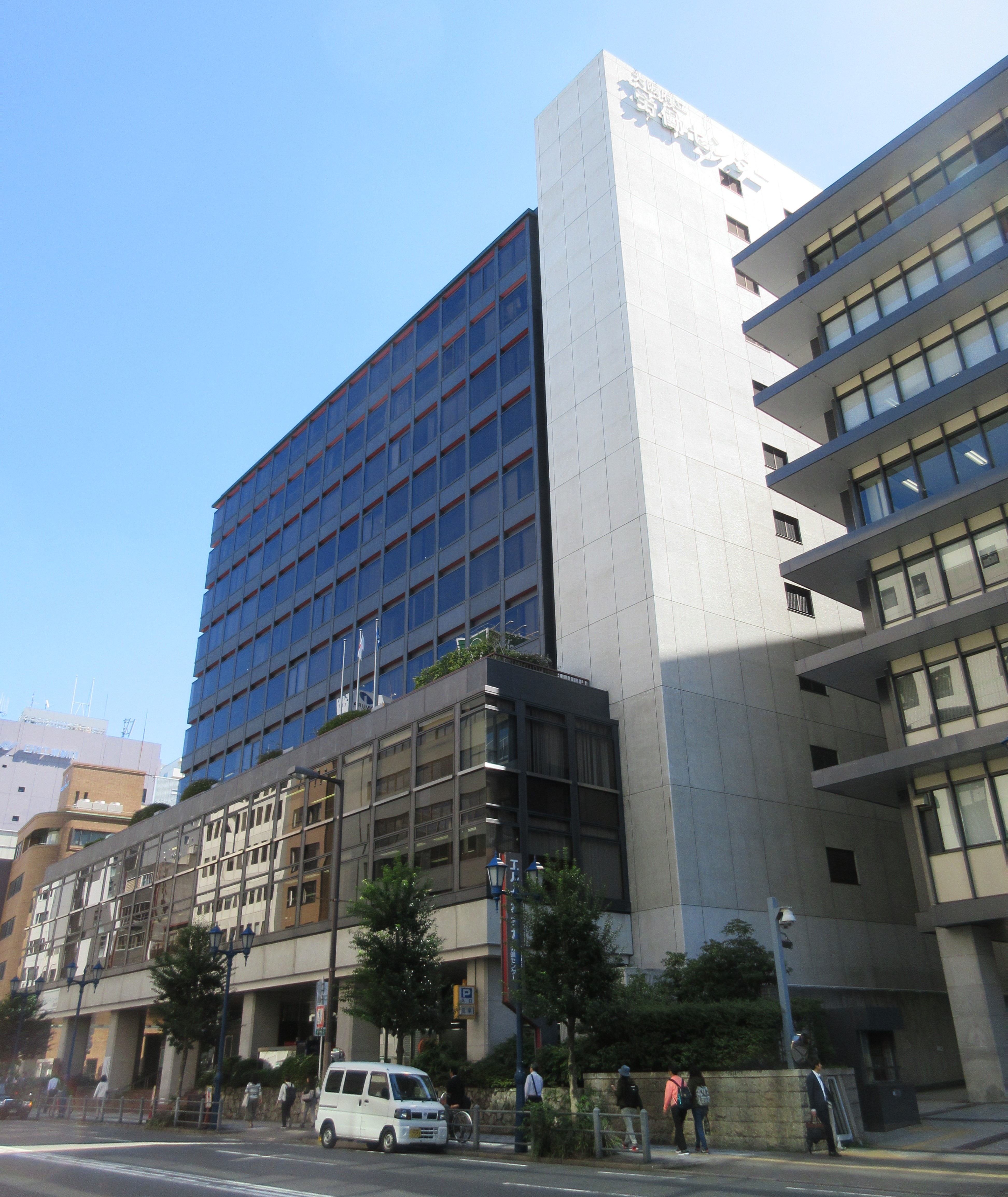
大阪社会運動教会が入る大阪府立労働センター

本書刊行の母体となった公益財団法人大阪社会運動協会は、大阪府の社会運動の資料を収集し運動史を刊行することを目的に、大阪府知事の許可を受けて1978年（昭和53年）に発足した。大阪社会労働運動史全8巻の発行のほかに、2000年（平成12年）4月から大阪府の委託を受けて「大阪府労働情報総合プラザ」を運営していた。しかし2008年（平成20年）2月に日本維新の会の橋下徹府知事が誕生すると、その施策の一環で同年7月末で大阪府労働情報総合プラザは廃止され、大阪社会運動協会への補助金も同年4月以降は打ち切られた。現在は大阪市中央区にある大阪産業労働資料館（エル・ライブラリー）を運営している。

## 内容
各巻とも最初の章を各年代の大阪の産業の発展や労働事情を記述に当てている。

### 第1巻戦前編（上）
1986年（昭和61年）発行。1868年（明治元年）の明治維新によって始まった産業の近代化や自由民権運動の勃興についての解説に始まり、日清戦争・日露戦争によって発展する産業と産業労働者の組織化、第一次世界大戦後の不況と多発する労働争議の詳細、無産政党の登場など1926年（大正15年）までの事績を扱う。監修は渡部徹と木村敏男。巻頭に当時の大阪府知事岸昌の「お祝いのことば」と、大阪市長大島靖の「発刊を祝す」の2文が掲載されている。

### 第2巻戦前編（下）
1989年（平成元年）発行、ISBN 4-641-09963-4。前巻に引き続き1927年（昭和2年）から1937年（昭和12年）までを扱う。監修は渡部徹、木村敏男。巻末に、編集後記、執筆者ならびに執筆分担、編集委員会委員氏名、人名索引、事項索引が掲載されている。

### 第3巻戦後編
1987年（昭和62年）発行、ISBN 4-641-09964-2。1945年（昭和20年）の終戦後の復興、大阪における二・一ゼネストなど、朝鮮戦争が起こった1955年（昭和30年）までの出来事を扱う。西村豁通、木村敏男監修。巻頭に当時の大阪同盟名誉会長村尾重雄、護憲連合大阪本部議長椿繁夫、和歌山大学名誉教授後藤清の3文が掲載されている。

### 第4巻高度成長期（上）編
1991年（平成3年）発行、ISBN 4-641-09994-4。1955年に国会で自由民主党が第一党、日本社会党が第2党となった55年体制下での状況について1964年までの出来事を扱う。出来事は、以下の通りである。1955年～65年である「大阪産業の高度成長と構造変化」と「大阪の産業技術と労使関係」。1955年～60年夏である「五五年体制下の労働運動」。1960年秋～64年である「所得倍増期の労働運動」。西村豁通、木村敏男、中岡哲郎監修。

### 第5巻高度成長期（下）編
1994年（平成6年）発行、ISBN 4-641-09995-2。前巻に引き続き1965年（昭和40年）から1974年（昭和49年）までの出来事を扱う。中岡哲郎、吉村励 監修。
巻頭に、財団法人大阪社会運動協会 会長 中江平次郎氏による「『大阪社会労働運動史』<<第5巻>>発刊にあたって」、「監修者 序文」、大阪府知事 中川和雄氏による「第5巻の発刊を祝して」、大阪市長 西尾正也氏による「第5巻の発刊を祝して」が掲載されている。巻末に、編集後記、編集委員氏名、人名・事項索引が掲載されている。

### 第6巻低成長期（上）編
1996年（平成8年）発行、ISBN 4-641-19932-9。1975年（昭和50年）から1984年（昭和59年）までの労働運動・諸階層の社会運動・労働者福運動を扱う。中岡哲郎、竹中恵美子、熊沢誠監修。

### 第7巻低成長期（下）編
1997年（平成9年）発行、ISBN 4-641-19933-7。前巻と同じ期間だが、主として1980年（昭和55年）以降の出来事や労働運動の変化を扱う。中岡哲郎、竹中恵美子、熊沢誠監修。

### 第8巻転換期編
1999年（平成11年）発行。ISBN 4-641-19942-6。バブル期を記載。第8巻にて、大阪社会運動労働史は一旦完結した。中岡哲郎、竹中恵美子、熊沢誠 監修。

### 第9巻世紀の交差編
2009年（平成21年）発行、大阪社会運動協会編集発行。
- 企画委員代表　玉井金五
- 企画委員　宇仁宏、高松亨、服部良子、久本憲夫

### 第10巻
2024年（令和6年）発行、20世紀末から2020年（令和2年）までの出来事や労働運動の変化を扱う。

## 評価

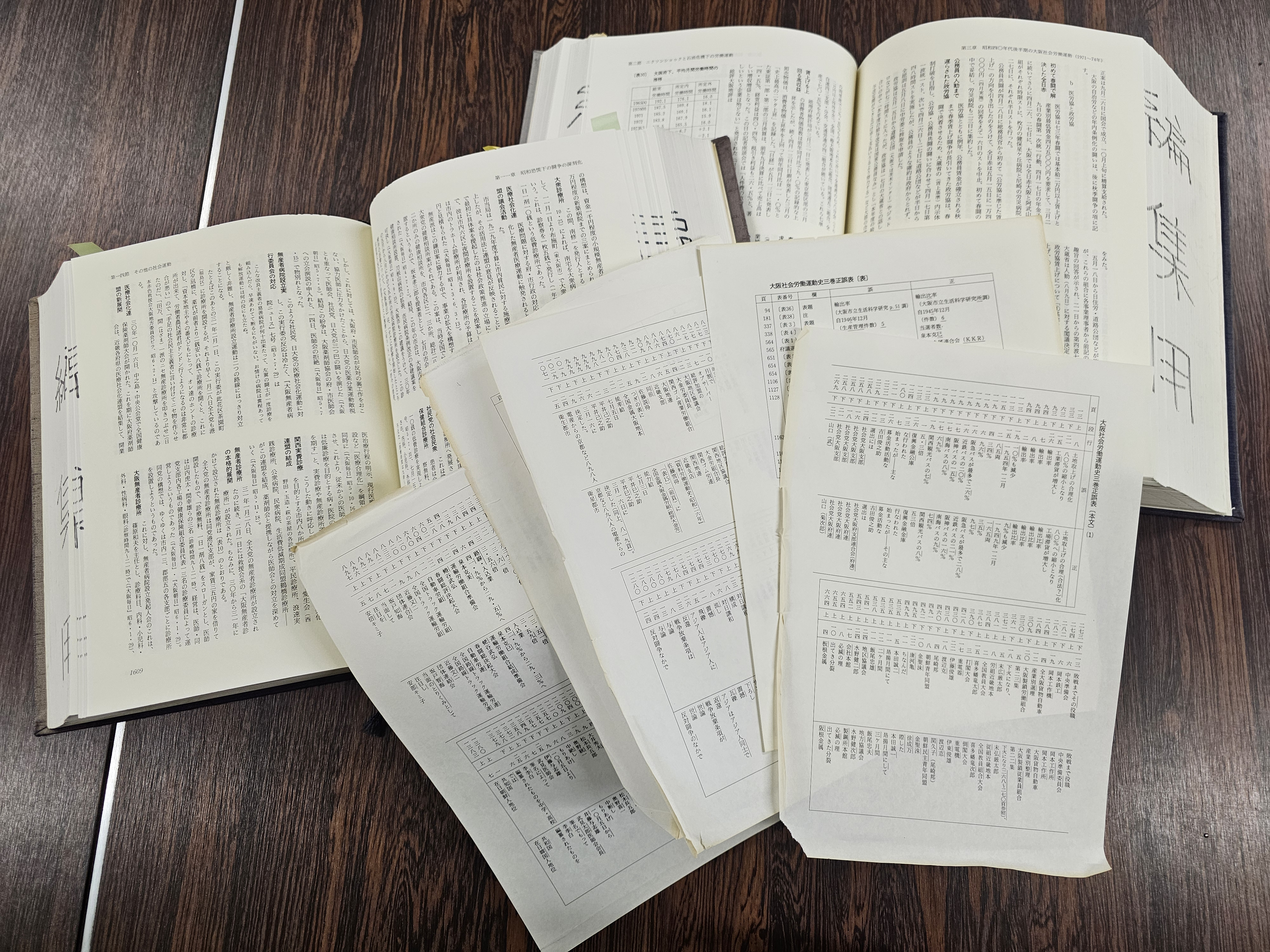
編集作業で使用された『大阪社会労働運動史』